# グレッグ・エイベート
グレッグ・エイベート（Greg Abate、1947年5月31日 - ）は、アメリカのジャズ・サクソフォーン奏者、フルート奏者、作曲家、編曲家。彼はロードアイランド州ウーンソケットで育った。5年生の時にクラリネットを吹き始めた。

## 略歴
高校卒業後、ボストンのバークリー音楽大学に入学。カリフォルニアで数年間働いた後、1972年にバークリーへ戻り、教育を終えた。2度目のロサンゼルス旅行中、1973年と1974年にレイ・チャールズ・バンドのアルト・サックス奏者として雇われた。
その後すぐに、エイベートはチャンネル・ワン（Channel One）と呼ばれるセクステットを結成した。グループの唯一のアルバム『Without Boundaries』は、1981年にリリースされた。ロードアイランドに暮らす間、彼はトニー・ジョルジャンニ率いるサックス・オデッセイと、デューク・ベレアーズ・ジャズ・オーケストラのメンバーを務めた。1986年には、ディック・ジョンソンに雇われ、アーティ・ショウ・バンドでテナー・サックスを演奏。ジェローム・リチャードソンやレッド・ロドニーとも共演している。彼はロードアイランド大学で教鞭をとっている。
2016年4月、エイベートはロードアイランド音楽の殿堂入り8名のうちの一人となった。

## ディスコグラフィ

### リーダー・アルバム
- 『バップ・シティ・ライブ・アット・バードランド』 - Bop City: Live at Birdland (1991年、Candid)
- Straight Ahead (1993年、Candid)
- Dr Jeckyll & Mr Hyde (1995年、Candid)
- It's Christmas Time (1995年、Brownstone Recordings)
- Bop Lives! (1996年、1201 Music/Blue Chip Jazz)
- Happy Samba (1998年、Blue Chip)
- Evolution (2002年、1201 Music)
- Horace Is Here (2005年、Koko Jazz)
- Monsters in the Night (2006年、Koko Jazz)
- Horace Is Here: A Tribute to Horace Silver (2011年、Rhombus)
- The Greg Abate Quintet Featuring Phil Woods (2012年、Posi-Tone)
- Motif (2014年、Whaling City Sound)
- Kindred Spirits: Live at Chan's (2016年、Whaling City Sound)
- Road to Forever (2016年、Whaling City Sound)[10]
- Gratitude[11] (2019年、Whaling City Sound)